# يوديد ثوريوم رباعي
 يوديد ثوريوم رباعي  مركب كيميائي له الصيغة ThI4، ويكون على شكل بلورات بيضاء إلى صفراء.